# 2024年印度尼西亞反對修改地方選舉法示威
2024年印度尼西亞反對修改地方選舉法示威，也稱為印尼緊急警報或印尼民主緊急狀態，是一場公眾和學生領導的抗議人民代表會議的示威活動。因人民代表會議起草一項關於地區首長選舉的法案，以逆转印尼憲法法院早前做出不利于总统佐科·維多多及当权派的裁决。
这一决定将为即将离任的总统佐科·维多多的小儿子参加地方选举铺平道路，并阻止广受欢迎的前雅加达省长阿尼斯·巴斯维丹再次与新任总统普拉博沃·苏比安托联盟支持的候选人竞选。
这些举措在社交媒体上引发了广泛的谴责，并引发了人们对裙帶關係和潜在的宪政危机的担忧。社交媒体上广泛流行标签#KawalPutusanMK 或 #KawalKeputusanMK（护送议员的决定）、#TolakPolitikDinasti（拒绝政治王朝）和#TolakPilkadaAkal2an（拒绝被操纵的地方选举）。这场网络运动最終催生2024年8月22日的全国性示威活动，人们以街头示威遊行表达不满。印尼人民代表會議因未能达到法定人数而被迫取消修法。

## “紧急警报”
“紧急警报”是印尼的一個网络迷因，推動了2024年印度尼西亞反對修改地方選舉法示威。这种现象以上传图像、截图或短视频的形式出现，背景为深蓝色背景，上面有印度尼西亚国徽和白色紧急警告文字，类似于多个国家使用的紧急警报系统。该图片来自一部模拟恐怖类型的短片，名为“EAS Indonesia Concept (24/10/1991), ANM-021 (Mesem) - First Encounter”，由 EAS Indonesia Concept的YouTube频道上传。
这个迷因最早由 @BudiBukanIntel 账户于周三（8 月 21 日）08.10 WIB 左右在社交媒体X上上传。这篇文章是对 @PJalawira账户帖子的回应，该账户以开玩笑的方式讨论了发生骚乱和占领政府办公室的可能性。此事发生在人民代表会议立法委员会全体会议讨论结果发布以及邀请全体会议批准 Pilkada 法案之后，该法案被视为违反宪法。随后，社交媒体用户广泛使用这张“紧急警告”图片，作为抗议人民代表会议立法委员会全体违反宪法的象征。不少公众人物也在各种社交媒体渠道上分享了这张“紧急警报”图片。社区账户、非政府组织、校园和群众团体账户也使用这张图片来聚集、整合并为当地的抗议活动提供支持。